# 伊野町
伊野町（いのちょう）は、高知県の中部、吾川郡に属していた町である。現在のいの町南部にあたる。なお、本項では町制前の名称である伊野村（いのむら）についても述べる。

## 地理
- 山: 鷹羽ヶ森、吉良ヶ峰、皿ヶ峰、甫木山
- 河川: 仁淀川

## 歴史
- 1889年（明治22年）4月1日 - 町村制の施行により、伊野村が単独で自治体を形成。
- 1895年（明治28年）10月26日 - 伊野村が町制施行して伊野町となる。
- 1928年（昭和3年）4月1日 - 土佐郡十六村の一部（大字槇）を編入。
- 1950年（昭和25年）3月22日 - 昭和天皇のお召し列車が伊野駅に5分間停車。駅前奉迎が行われた（昭和天皇の戦後巡幸）[1]。
- 1954年（昭和29年）
  - 3月1日 - 八田村、土佐郡宇治村、高岡郡川内村と合併し、改めて伊野町が発足。
  - 10月1日 - 神谷村を編入。
- 1955年（昭和30年）1月1日 - 三瀬村を編入。
- 2004年（平成16年）10月1日 - 土佐郡本川村・吾川郡吾北村と合併して吾川郡いの町が発足。同日伊野町廃止。

## 交通

### 鉄軌道路線
- 四国旅客鉄道
  - 土讃線
    - 枝川駅 - 伊野駅 - 波川駅
- 土佐電気鉄道
  - 伊野線
    - 宇治団地前停留場 - 八代通停留場 - 中山停留場 - 枝川停留場 - 伊野商業前停留場 - 北内停留場 - 北山停留場 - 鳴谷停留場 - 伊野駅前駅 - 伊野停留場

### 道路
- 高知自動車道
  - 伊野インターチェンジ
- 国道33号
- 国道194号
- 高知県道33号南国伊野線
- 高知県道36号高知南環状線
- 高知県道38号高知土佐線
- 高知県道39号土佐伊野線
- 高知県道292号思地川口線

## 名所・旧跡・観光スポット・祭事・催事
- 中追温泉
- 蘇鶴温泉

## 名誉町民
- 平井康三郎 - 作曲家（1983年1月15日称号授与）
- 伊藤神谷 - 書家（1988年3月19日称号授与）